# لؤلؤة الكبريت
لؤلؤة الكبريت (الاسم العلمي: Thiomargarita) هي جنس من البكتيريا تتبع فصيلة هلبات الكبريت من رتبة هلبيات الكبريت.

## أنواع لؤلؤة الكبريت
- لؤلؤة الكبريت الناميبية
- مرشحة لؤلؤة الكبريت الجورغنسنية
- مرشحة لؤلؤة الكبريت النلسونية